# لونا ۲۰
{{Infobox spaceflight
|name=لونا ۲۰
|image=Luna sample return and Lunokhod lunar rover models.jpg
|image_caption=Luna 20
|mission_type=سیاره‌شناسی
|operator=
|COSPAR_ID=1972-007A
|SATCAT=5835
|mission_duration=11 days (day of launch to day of landing)
|spacecraft_bus=Ye-8-5
|manufacturer=لاوچکین
|dry_mass=۵٬۶۰۰ کیلوگرم (۱۲٬۳۰۰ پوند)
|launch_mass=۵٬۷۲۷ کیلوگرم (۱۲٬۶۲۶ پوند)
|launch_date=February 14, 1972, 03:27:59 ساعت هماهنگ جهانی
|launch_rocket=پروتون-کی/D
|launch_site=پایگاه فضایی بایکونور 81/24
|launch_contractor=
|landing_date=۱۸ مارس ۲۰۲۵ UTC
|landing_site=۴۷°۲۴′ شمالی ۶۸°۳۶′ شرقی / ۴۷٫۴۰۰°شمالی ۶۸٫۶۰۰°شرقی, 40 km north of Dzhezkazgan, قزاقستان
|orbit_epoch=۲ فوریه ۱۹۷۲
|orbit_reference=مدار ماه مرکزی
|orbit_regime=
|orbit_periapsis=۱۰۰ کیلومتر (۶۲ مایل)
|orbit_apoapsis=۱۰۰ کیلومتر (۶۲ مایل)
|orbit_inclination=65 degrees
|orbit_semimajor=۶٬۴۷۷٫۸ کیلومتر (۴٬۰۲۵٫۱ مایل)
|orbit_eccentricity=0.0
|orbit_period=119 minutes
|apsis=selene
مدارگرد ماهگردش‌ها~36

لونا ۲۰ (به انگلیسی: Luna 20) یا لونیک ۲۰ (به انگلیسی: Lunik 20) یک فضاپیمای بدون سرنشین برنامه لونا ساخت اتحاد جماهیر شوروی سوسیالیستی بود. این فضاپیما دومین مأموریت از سه مأموریت موفقیت‌آمیز فرود بر کره ماه و بازگشت به کره زمین از شوروی بود. این فضاپیما یک رقیب برای شش مأموریت فرود بر ما آپولو بود. لونا ۲۰ از زمین به سوی فضا پرتاب شد و در مدار ماه قرار گرفت. سرانجام بر روی ماه فرود آمد.